# 丹·阿歷薩
丹·阿歷薩，（英語：Dan Alexa，1979年10月28日—），羅馬尼亞职业足球运动员，现效力添米索亞拿。
2006年曾轉到中超球會北京現代，後返回布格勒斯特戴拿模。

## 連結
- 丹·阿歷薩在National-Football-Teams.com的資料